# Cuevas de San Clemente
Cuevas de San Clemente est une commune d'Espagne dans la communauté autonome de Castille-et-León, province de Burgos. Elle s'étend sur 13,26 km2 et comptait environ 54 habitants en 2011.